# Relations entre la Bulgarie et la Syrie
Les relations entre la Bulgarie et la Syrie sont les relations internationales entre la république de Bulgarie et la Syrie. La Bulgarie dispose d'une ambassade à Damas, et la Syrie d'une ambassade à Sofia.
La Bulgarie participe régulièrement à la Foire internationale annuelle de Damas, y ayant reparticipé en 2017 après une interruption de la foire de 5 ans, et en 2018.
Les deux pays sont membres à part entière de l'Union pour la Méditerranée, bien que la Syrie ait suspendu son adhésion en 2011,.